# Der Mann im Feuer (Film)
Der Mann im Feuer ist ein deutsches Stummfilmdrama aus dem Jahre 1926 von Erich Waschneck mit Rudolf Rittner und Olga Tschechowa in den Hauptrollen.

## Handlung
Berlin in den 1920er Jahren. In der hauptstädtischen U-Bahn kommt es zu einem Zusammenstoß zweier Bahnen. Johann Michael, ein in die Jahre gekommener Feuerwehrmann mit Leib und Seele, ist auch hier engagiert bei den Rettungsarbeiten zugange. Dabei verletzt er sich derart schwer am Knie, dass dies steif bleibt und er fortan seinen Beruf im Außendienst nicht mehr ausüben kann. Eine ihm angebotene Schreibtischtätigkeit lehnt Michael ab. Insgeheim gibt der nunmehr pensionierte Feuerwehrmann dem deutlich jüngeren Kollegen Hellmuth Frank eine Mitschuld an seiner Situation. Ausgerechnet dieser Brandmeister hat sich in Michaels Tochter, die als Kostümzeichnerin am Berliner Scala-Theater arbeitet, verliebt, seit er dort einmal eine sicherheitstechnische Inspektion vornehmen musste.
Johann Michael hat eine eintönige Arbeit am Fließband gefunden, die ihn aber überhaupt nicht befriedigt und ihn immer grantiger werden lässt. Lore bittet Hellmuth ihr dabei zu helfen, dass ihr Vater wenigstens eine Chauffeurprüfung im Feuerwehrdienst ableisten kann, die der Alte jedoch nicht besteht. Und wieder glaubt der alte Michael, dass hinter seinem Scheitern Hellmuth Frank stecken müsse – ein Irrglaube, in dem ihn der Scala-Oberbeleuchter Karl Winter, der selbst ein Auge auf Lore geworfen hat und dadurch zum Rivalen Hellmuth Franks geworden ist, noch bestärkt. Eines Tages kommt es zur Katastrophe: Das Scala-Theater brennt!
Ausgerechnet Oberbeleuchter Karl Winter ist für den Feuerausbruch verantwortlich. Aus einem Kurzschluss während einer Vorstellung erwächst bald ein Flammenmeer. Die Feuerwehr rückt aus, und auch Vater Michael hält es angesichts dieser schrecklichen Meldung nicht länger daheim. Bald wird klar, dass sich Lore noch immer im Theater befindet. Während sich Karl Winter einfach aus dem Staub macht, versuchen Vater Michael und Hellmuth Frank gemeinsam, Lore aus dem Flammenmeer zu retten. Als Hellmuth in der Hitze zusammenbricht, ist es Johann Michael, der nicht nur seine Tochter, sondern auch den angeblichen Feind Frank rettet. Dieser holt ihn, nachdem er einsehen musste, wie wertvoll Johann auch weiterhin für die Berliner Feuerwehr ist, an seinen alten Arbeitsplatz zurück und bittet überdies den Alten um die Hand seiner Tochter.

## Produktion
Der Mann im Feuer entstand von April bis Juni 1926 in Berlin-Weißensee und bei der UFA-Kulturabteilung in Berlin-Steglitz, passierte die Filmzensur am 6. September desselben Jahres und wurde am 23. September 1926 in Berlins UFA-Palast am Zoo uraufgeführt. Der für die Jugend freigegebene Fünfakter besaß eine Länge von 2253 Meter und erhielt das Prädikat „volksbildend“.
Die Filmbauten gestaltete Botho Höfer.
In Halle/Saale zeigte das Kino Capitol, Lauchstädter Straße 1, eine Aufführung von Der Mann im Feuer  mit dem Hinweis 'mit Rudolf Rittner, Helga Thomas, Olga Tschechowa und Henry Stuart. Mitwirkung der Berliner Feuerwehr' in den “Hallischen Nachrichten - Generalanzeiger für Halle und die Provinz Sachsen” Nr. 306 vom Montag, den 31. Dezember 1928, S. 24 an.

## Kritiken
In der Linzer Tages-Post war zu lesen: „Rudolf Rittner … gestaltet den Feuerwehrmann mit packender Realistik. Die Schlagfertigkeit der Berliner Feuerwehren bei Darstellung des großen Brandes ist bewundernswert. […] Es ist wieder ein echt deutscher Film.“
Das Kino-Journal schrieb: „Der Film, von Erich Waschneck sehr sauber und gefällig inszeniert, schildert in vorbildlicher Weise die Gefahren und die treue Pflichterfüllung des schweren Berufes des Feuerwehrmannes. Die Darstellung […] ist durchwegs ausgezeichnet.“
In der Murtaler Zeitung wurde Der Mann im Feuer als „ein Drama ruhmloser Helden im Kampfe mit den Elementen“ bezeichnet.
Die Villacher Zeitung urteilte: „Die Handlung sowie Aufmachung und Bilder sind bewundernswert und gelungen. Die Darstellung ist vorzüglich.“